# Velyki Birky
Velyki Birky (en ukrainien : Великі Бірки) ou Velikie Borki (en russe : Великие Бoрки ; en polonais : Borki Wielkie) est une commune urbaine de l'oblast de Ternopil, en Ukraine. Sa population s'élevait à 3 160 habitants en 2024.

## Géographie
Velyki Birky est située sur la rivière Hnizna Hnyla, à 11 km au sud-est de Ternopil. Elle fait administrativement partie du raïon de Ternopil.

## Nom
Le nom moderne, Velyki Birky, vient du vieux slave et signifie « forêt de pins ». Au XVe siècle, le village s'appelait Borki ; du  XVIe au XVIIe siècle, c'était la ville de Borek. Dans la seconde moitié du XVIIe siècle, le village de Podbor'ye, aux XVIIIe au XXe siècle, Borki Velyki. Depuis 1978, Velyki Birky.

## Histoire
La première mention écrite de la localité remonte à l'année 1410, alors que, sous le règne du roi Ladislas II Jagellon, elle faisait partie de l'État polonais. Jusqu'en 1918, elle fit partie de l'empire d'Autriche, puis d'Autriche-Hongrie, étant rattachée au comté de Ternopil du royaume de Galicie et de Lodomérie. Au cours de la Première Guerre mondiale, Velyki Birky fut occupée par la Russie du 21 août 1914 au 25 juillet 1917. Elle passa brièvement sous la souveraineté de la république populaire d'Ukraine occidentale, puis, au cours de la guerre russo-polonaise de 1920, sous celle de la République socialiste soviétique de Galicie. Elle fut enfin rattachée à la deuxième république de Pologne jusqu'en 1939. Velyki Birky fut ensuite brièvement rattachée à l'Ukraine soviétique.
Durant la Seconde Guerre mondiale, elle subit l'occupation de l'Allemagne nazie du 2 juillet 1941 au 21 mars 1944. Elle fit ensuite à nouveau partie de la république socialiste soviétique d'Ukraine, comme centre administratif d'un raïon de l'oblast de Ternopil. De 1963 à 1967, Velyki Birky fut rattachée au raïon de Pidvolotchysk. Depuis cette date, elle dépend du raïon de Ternopil et a le statut de commune urbaine depuis le 27 mai 1978.
Les armoiries et le gonfanon de Velyki Birky furent adoptés en 1996. Le vert et les branches de pin rappellent le nom de la cité. La tour qui figure sur les armoiries évoque son importance historique.

## Population
Recensements (*) ou estimations de la population :
| 1921* | 1931* | 1959* | 1970* | 1979* | 1989* |
| ----- | ----- | ----- | ----- | ----- | ----- |
| 2 246 | 2 336 | 2 139 | 2 399 | 2 893 | 3 384 |

| 2001* | 2009  | 2010  | 2011  | 2012  | 2013  |
| ----- | ----- | ----- | ----- | ----- | ----- |
| 3 238 | 3 377 | 3 395 | 3 429 | 3 437 | 3 448 |

## Transports
La gare de Velyki Birky se trouve à 17 km de Ternopil par le chemin de fer et à 12 km par la route.